# 韋斯特雷島
韦斯特雷岛是蘇格蘭的島嶼，位於北海海域，屬於奧克尼群島的一部分，長11.5公里、寬7公里，面積47.13平方公里，最高點海拔高度169米，該島嶼自公元前3500年有人類居住。

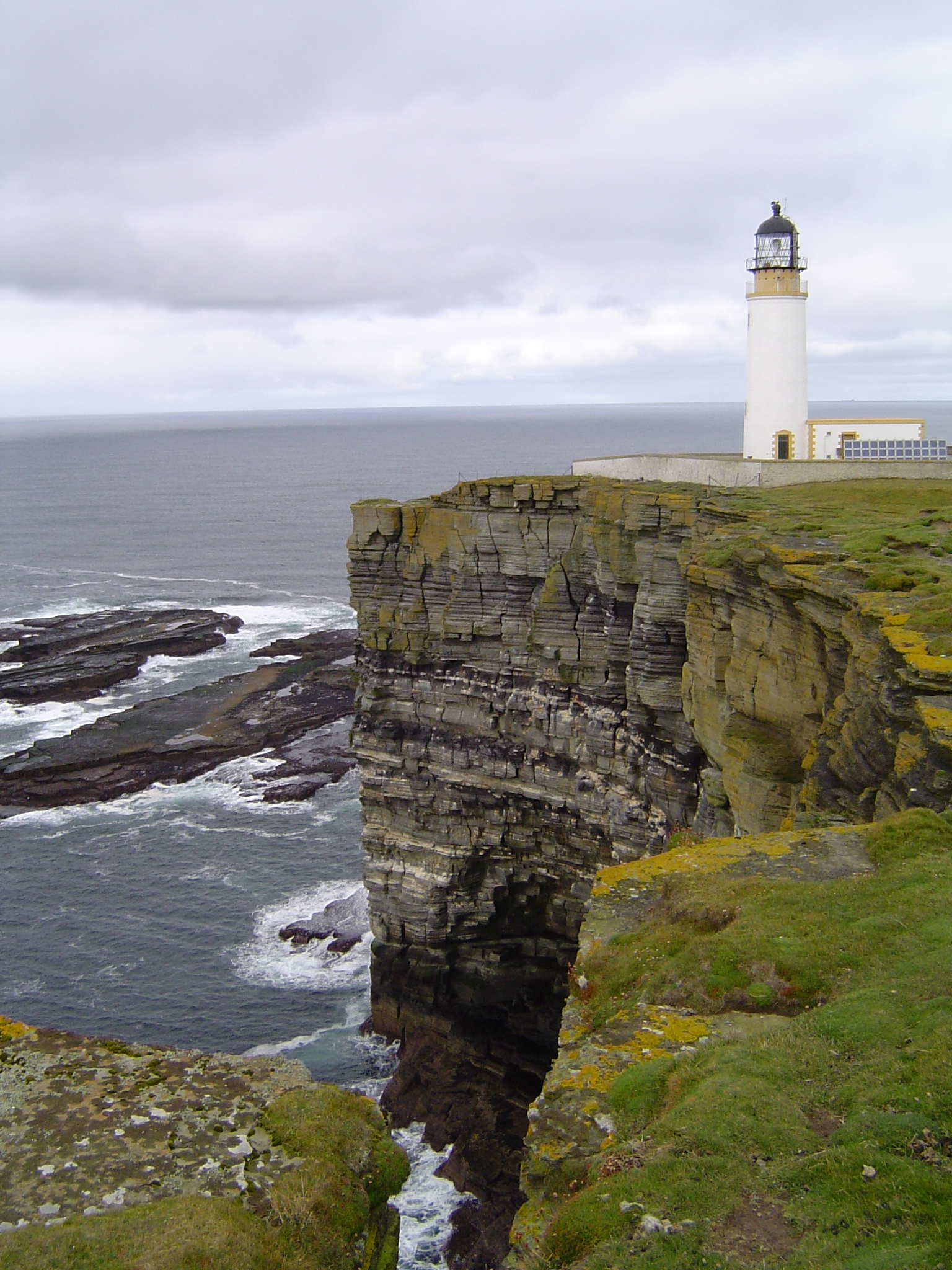
韦斯特雷岛上的峽角燈塔

島上的韦斯特雷机场除了有航班連接梅恩蘭島的柯克沃爾機場外，更有定期航班連接帕帕韦斯特雷岛機場，兩個機場之間僅距1.7英里，航程（包括滑行時間）只需約兩分鐘，是世界上航程最短的定期航班。

## 外部連結
- One of Orkney's North Isles[永久]
- Westray and Papa Westray （页面存档备份，存于）
- Westray

59°18′N 3°00′W / 59.300°N 3.000°W
1. ↑  .   [2016-01-13]. （原始内容存档于2016-08-28）.